# Adygie-Chabl
Adygie-Chabl (ros. Адыге-Хабль) – auł w Rosji, w Karaczajo-Czerkiesji, ośrodek administracyjny rejonu adygie-chablskiego. W 2010 liczył 3946 mieszkańców.